# The Blinding EP
The Blinding EP is een ep uitgebracht door Babyshambles, de band van Pete Doherty. Het is de eerste release sinds Babyshambles de stap maakte van een kleiner label naar het grote Parlophone. De releasedatum van de ep was 4 december 2006 in Groot-Brittannië.

## Tracklist
Alle lyrics zijn geschreven door Pete Doherty.
1. "The Blinding" – 2:59
2. "Love You But You're Green" – 4:35
3. "I Wish" – 2:47
4. "Beg, Steal or Borrow" – 3:07
5. "Sedative" – 4:04